# Ridillo (album)
Ridillo è il primo album in studio del gruppo musicale italiano omonimo, pubblicato il 22 aprile 1996 dalla Best Sound.

## Descrizione
Il disco, prodotto da Franco Godi, è caratterizzato principalmente da sonorità funk (Benvenuti, Festa in 2, Funk lab), ma sono presenti anche influenze che spaziano dal reggae di MondoNuovo, al soul di Pace & amore e alla bossa di Henry Cocomerì.

## Tracce
1. Benvenuti – 2:01
2. MondoNuovo – 3:58
3. Festa in 2 – 4:30
4. Pace & amore – 5:10
5. Ridillo iu uh – 0:03
6. Sessonestissimo – 4:13
7. Nel 1912... – 0:27
8. Il poeta si diverte – 4:22
9. Chieche – 5:00
10. Petting – 0:20
11. Arrivano i nostri (sarà quel che sarà) – 4:27
12. Vibrazione – 0:13
13. Funk Lab – 4:38
14. Bella ciao – 4:57
15. Il ballo della mosca cieca – 3:58
16. 3 pistoni – 0:09
17. Henry Cocomerì – 3:45
18. Bentornati – 2:30
19. Ay caramba – 5:00
20. Cartoline (jazz) – 2:11

## Formazione
- Daniele "Bengi" Benati – voce, chitarra
- Claudio Zanoni – tromba, chitarra e voce
- Alberto Benati – tastiere, voce
- Paolo D'Errico – basso, fischio, voce
- Renzo Finardi – batteria, percussioni, voce